# Flatholmen (Risør)

Flatholmen är en ö i Norge i Risørs skärgård i Agder fylke. Ön består egentligen av tre öar, med en yta på 26.000 m². Flatholmen ägdes fram till 2008 av krigsveteranen Finn Sørensen och  såldes då till kronprins Haakon och kronprinsessan Mette-Marit för 9 miljoner norska kronor.